# Бурчак (Сумский район)
Бурчак (укр. Бурчак) — село,
Постольненский сельский совет,
Сумский район,
Сумская область,
Украина.
Код КОАТУУ — 5924786702. Население по переписи 2001 года составляло 37 человек.

## Географическое положение
Село Бурчак находится на расстоянии в 1 км от сёл Софиевка и Постольное.
По селу протекает пересыхающий ручей с запрудой.
Рядом проходит автомобильная дорога Р-44.